# Wide Awake in Europe
Wide Awake In Europe è un EP dal vivo della rock band irlandese degli U2 registrato durante lo U2 360º Tour e pubblicato nel 2010, in occasione del record store day.

## Descrizione
Il titolo dell'EP è un riferimento alla precedente pubblicazione del gruppo intitolata Wide Awake in America. Tutte le tracce sono state registrate da Alastair McMillan e mixate dal produttore dell'EP, Declan Gaffney.

## Tracce
Lato A
1. Mercy (live from Brussels) – 4:38 (testo: Bono – musica: U2) – Bruxelles, Stadio Re Baldovino, 22 settembre 2010

Lato B
1. I'll Go Crazy If I Don't Go Crazy Tonight (live U2360° remix) – 6:44 (testo: Bono – musica: U2) – Dublino, Croke Park, 27 luglio 2009
2. Moment of Surrender (live from Paris) – 7:09 (testo: Bono – musica: U2, Brian Eno, Danny Lanois) – Parigi, Stade de France, 18 settembre 2010

## Musicisti
- Bono - voce
- The Edge - chitarra, pianoforte, cori
- Adam Clayton - basso elettrico
- Larry Mullen Jr. - batteria, bongo (I'll Go Crazy If I Don't Go Crazy Tonight), cori (Moment of Surrender)